# 테리 굿카인드

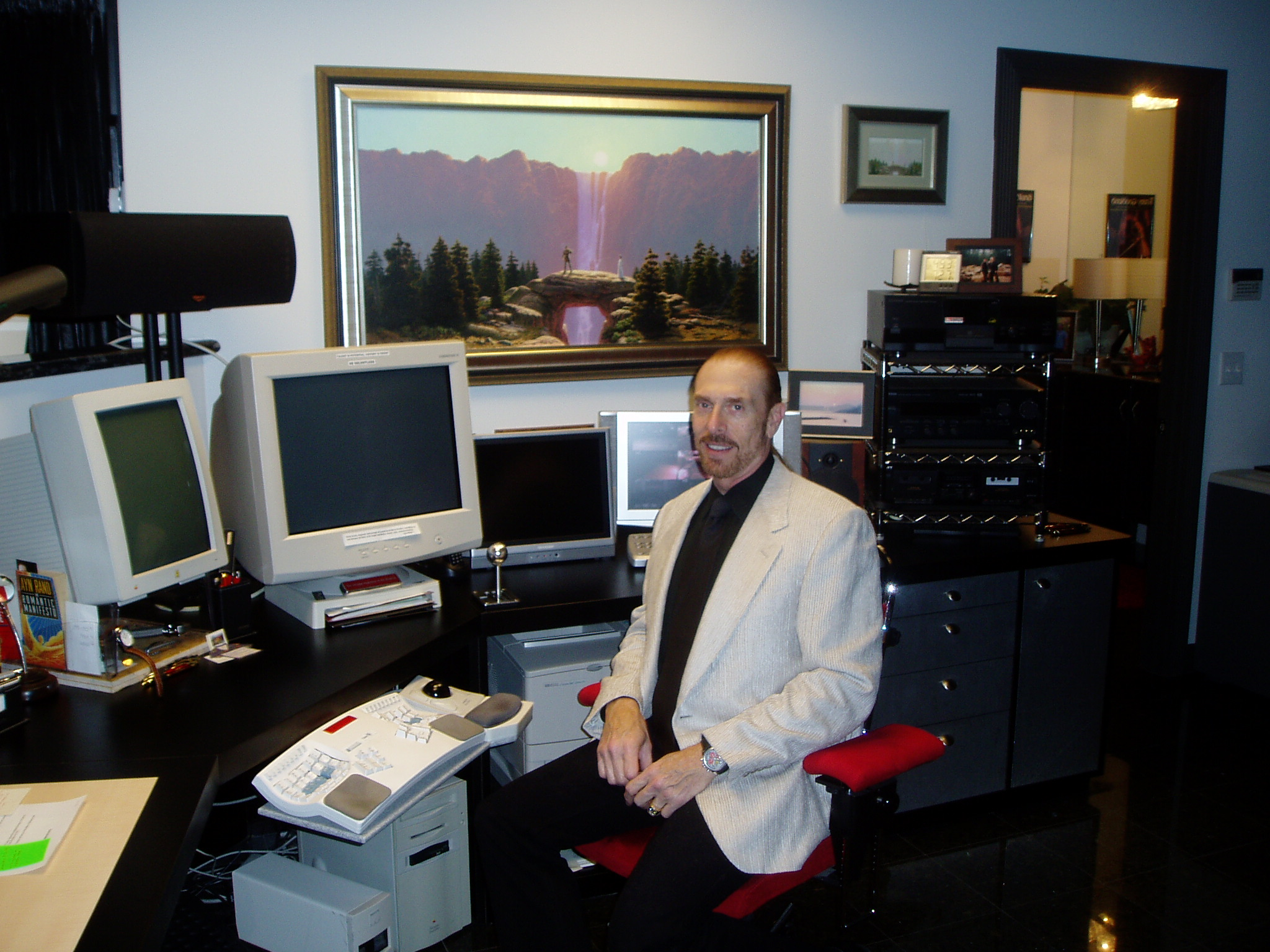
테리 굿카인드

테리 굿카인드(영어: Terry Goodkind, 1948년 1월 11일 ~ 2020년 9월 17일)는 미국의 소설가이다. 데뷔작인 《진실의 검》은 장편 판타지 소설 시리즈로, 베스트 셀러가 되었다.